# Helders Kanaal
Het Helders Kanaal is een kanaal in de plaats Den Helder in de provincie Noord-Holland. Het is tussen 1826 en 1829 aangelegd om het toenmalige dorpscentrum een goede waterverbinding met het pas aangelegde Noordhollandsch Kanaal te geven. In de volksmond wordt het kanaal vaak de gracht genoemd.

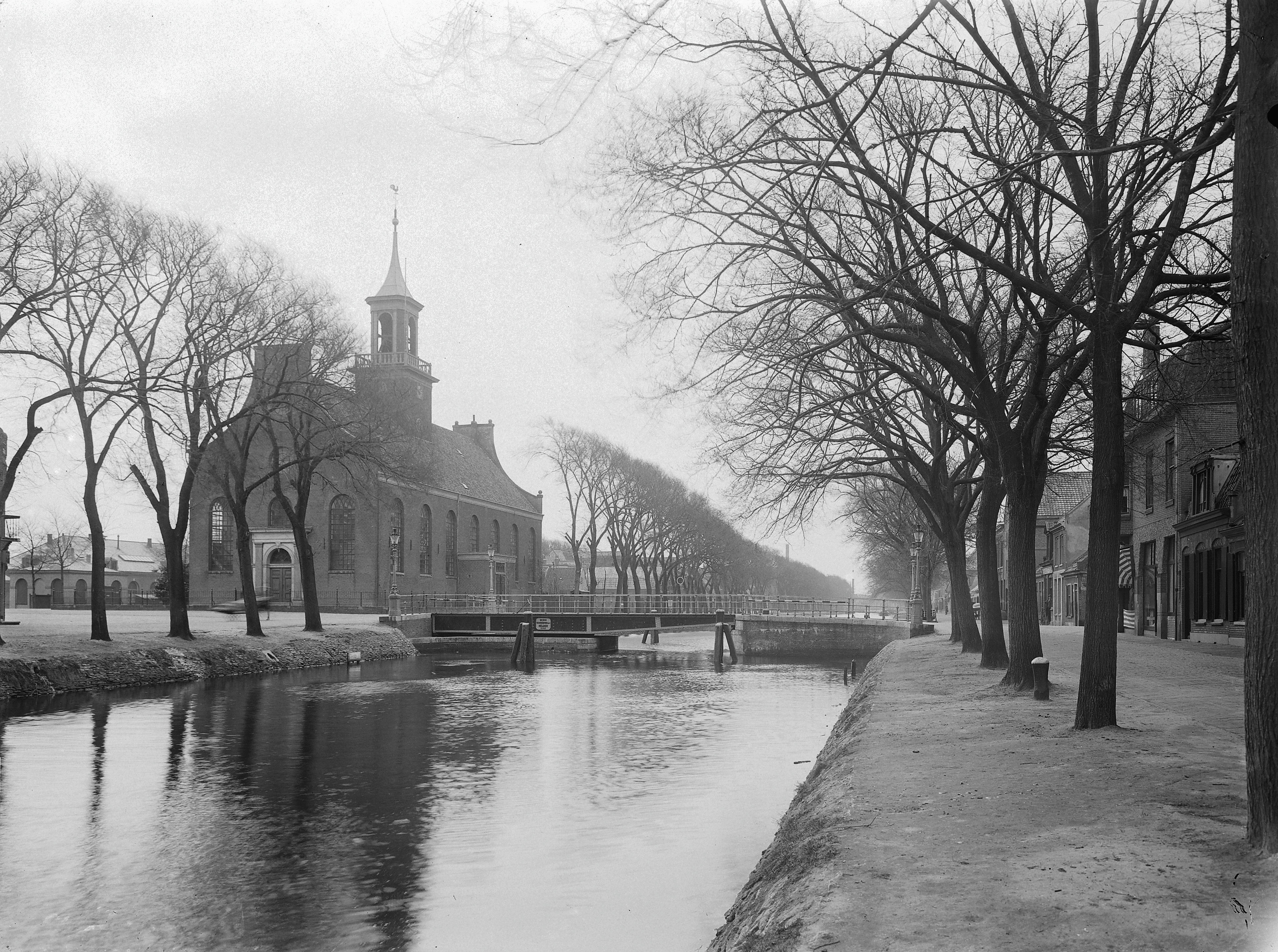
De Nieuw Kerk naast het Helders Kanaal

Het kanaal begint bij het Helden der Zeeplein aan de voet van het Nationaal Monument voor het Reddingswezen en eindigt bij het Noordhollandsch Kanaal. Een zijkanaal was de Steen- en Fabrieksgracht naast de gasfabriek, dit kanaaltje is in de jaren 1960 gedempt en de fabriek is gesloopt.
Na de aanleg van het kanaal breidde het dorp Helder zich uit langs het kanaal. Aan het water staan daarom een aantal historische en monumentale gebouwen zoals het Kantongerecht Den Helder, het voormalig wees- en stadhuis, de Petrus en Pauluskerk en de Nieuwe Kerk.

## Grachten en wegen
Het kanaal is ook een gracht, dit komt terug in de namen van de wegen die aan het kanaal liggen. Dit zijn de Kerk-, Loods-, Molen-, West-, Keizers-, Spoor- en Bassingracht. Andere wegen langs het kanaal zijn de Kanaalweg en Achterbinnenhaven. Tot 1930 had de Keizersgracht de namen Achtergracht Westzijde en Achtergracht Zuidzijde.

## Bruggen
Over het kanaal liggen meerdere bruggen. Alle oorspronkelijke draai- en ophaalbruggen zijn in de loop der jaren vervangen door vaste of nieuwere bruggen.
| Brug                    | Van                                               | Naar              | Jaar | Opmerking                 | Afbeelding |
| ----------------------- | ------------------------------------------------- | ----------------- | ---- | ------------------------- | ---------- |
| Postbrug                | Koningsplein                                      | Kanaalweg         | 1933 | Rijksmonument             |            |
| Molenbrug (Mosterdbrug) | Loodsgracht                                       | Kanaalweg         | 1881 | Fiets- en voetgangersbrug |            |
| Spoorbrug               | Bierstraat                                        | Nieuwe Kerkplein  | 1960 |                           |            |
| Keizersbrug             | Beatrixstraat (tot in de jaren 1960 Keizerstraat) | Zuidstraat        | 1964 |                           |            |
| Fabrieksgrachtbrug      | Fabrieksgracht                                    | Keizersgracht     | 1985 | Fiets- en voetgangersbrug |            |
| Botbrug                 | Nieuwstraat                                       | Nieuwe Brugstraat | 1975 | Voetgangersbrug           |            |
| Laurens Brandligtbrug   | Ruyghweg                                          | Havenweg          | 1967 |                           |            |

### Keizersbrug
De Keizersbrug in Den Helder dateert oorspronkelijk uit 1891. Toen besloot de gemeente het plaatselijk pontveertje uit dienst te nemen en te vervangen door een beweegbare brug, in dit geval een draaibrug. De brug werd op 12 december 1891 geopend voor het verkeer. De brug lag er tot 1946 anoniem, maar in dat jaar ontploften bij werkzaamheden aan de brug een aantal gasflessen. De draaibrug kon steeds minder het gewicht van de verkeersdeelnemer tillen, bovendien nam het scheepvaartverkeer af omdat andere bruggen al vervangen waren door vaste bruggen. In 1964 werd de huidige brug aangelegd genoemd naar de Keizerstraat, het huidige oostelijke deel van de Beatrixstraat.

### Botbrug
Een plakkaat dat op de originele brug was bevestigd hangt aan de gevel van Bassingracht 4 en bevat de volgende tekst: "Vervaardigd in de fabriek. De Prins van Oranje. Wede A. Sterkman & Zn te 's Gravenhage Ao 1862." De originele landhoofden zijn nog aanwezig en zijn onderdeel van de huidige brug.